# Les Sénardes
 (juillet 2025).
Les Sénardes est un quartier situé au sud-est de la ville de Troyes. Il est classé quartier prioritaire avec 1 512 habitants pour un taux de pauvreté important, de près de 64 % en 2018. Il est aujourd'hui  "quartier le plus sensible de l'Aube". Des armes y ont été retrouvées (kalashnikov, lance-roquette, 9mm …).
Il est séparé du Quartier des Trévois-Croncels par la Seine. Au sud du bouchon de Champagne, il était antérieurement à l'extérieur de l'enceinte fortifiée. Il fut le lieu d'une intense activité industrielle dès le Moyen Âge avec une série de moulins :     
- Moulin de la Moline,
- Moulin de Mores,
- Moulin de Pétal,
- Moulin du Roy,
- Moulin de Notre-Dame-aux-Nonnains.

Actuellement une antenne municipale se trouve place de l'Âne Patoche et les Sénardes ont un conseil de quartier. Cette antenne est située à l'emplacement d'un ancien bâtiment et s'étend jusqu'à l'ancien parc appelé "copainville". C'était un lieu emblématique du quartier où les petits et les jeunes du quartier se retrouvaient.